# Macintosh LC II

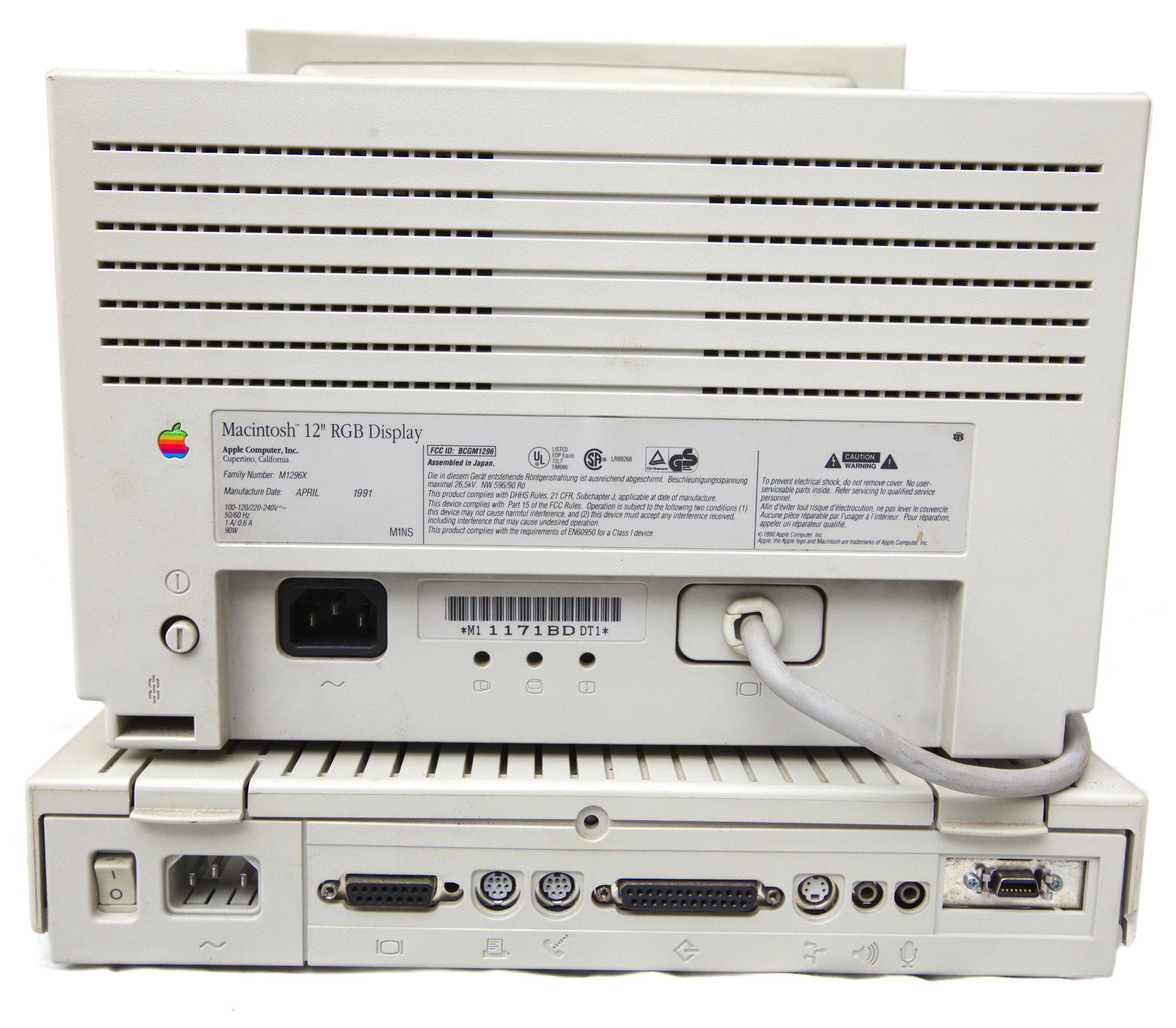
Macintosh LC II met computerscherm, achteraanzicht (in het PDS-slot is een Ethernet-kaart geïnstalleerd)

De Macintosh LC II is een personal computer die ontworpen, gefabriceerd en verkocht werd door Apple Computer van maart 1992 tot maart 1993. De LC II is een opgewaardeerde versie van de originele LC, waarbij de Motorola 68020-processor vervangen werd door een 68030 en het systeemgeheugen werd uitgebreid tot 4 MB. In 1992 was de LC II het best verkopende model uit het volledige Macintosh-aanbod.
De LC II nam de 16-bits databus en de geheugenbeperking tot maximaal 10 MB over van de LC, waardoor de prestaties vergelijkbaar waren met die van zijn voorganger. Het grote voordeel van de 68030-processor in de LC II was de geïntegreerde MMU, die door System 7 gebruikt werd om virtueel geheugen aan te bieden. Apple koos hiermee voor een snelle opwaardering van de LC in plaats van de computer volledig opnieuw te ontwerpen. Dat zou pas een jaar later gebeuren met de Macintosh LC III.
De LC II werd in dezelfde periode aangeboden als de Macintosh IIsi. Alhoewel de LC II veel goedkoper was dan de IIsi, had die laatste geen 10 MB geheugenbeperking, noch een 16-bit databus of mono audio-uitvoer. Bovendien had de IIsi een NuBus-uitbreidingssleuf en kon de computer ingeschakeld worden via een toets op het toestenbord. De LC had alleen een aan/uit-schakelaar aan de achterzijde van het toestel.
In september 1992 introduceerde Apple de Macintosh Performa-lijn voor verkoop op de consumentenmarkt. Daar werd de LC II in verschillende configuraties aangeboden als de Performa 400, 405, 430 en uiteindelijke de 410, die het nieuwe instapmodel van Apple werd.

## Ontwerp

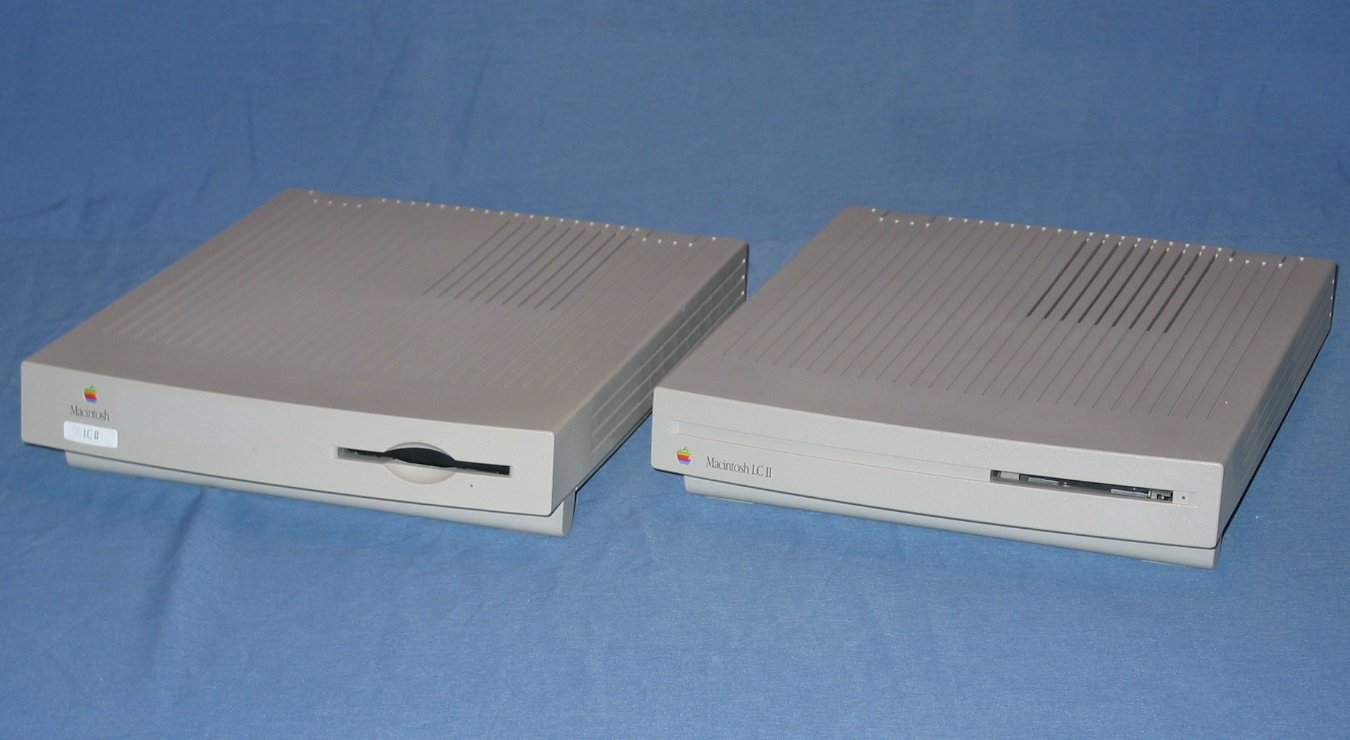
LC II met diskettelezer met manuele inbreng (links) en een LC II met diskettelezer met automatische inbreng (rechts)

Behuizing: De LC gebruikte dezelfde "pizza box"-behuizing als zijn voorganger. Het ontwerp werd in de loop van de productie wel licht aangepast toen Apple overschakelde van diskettelezers die de diskette automatisch naar binnen trokken naar diskettelezers waar de diskette manueel naar binnen geduwd moest worden.
Processor: De LC II was voorzien van een Motorola 68030-processor. Het moederbord had echter nog steeds een 16-bit databus waardoor de mogelijkheden van 68030-processor niet ten volle benut konden worden.
Geheugen: Op het moederbord van de LC II was 4 MB geheugen gesoldeerd. Via twee SIMM-slots kon het geheugen verder uitgebreid worden tot 12 MB. Daarvan was echter slechts maximaal 10 MB beschikbaar omdat de geheugencontroller van de LC II, net als die van de LC, niet meer dan 10 MB kon adresseren.
Uitbreiding: Net als zijn voorganger had de LC II geen NuBus-slots maar wel een Processor Direct Slot (PDS) voor uitbreiding.
Opslag: De LC II bevatte een intern 3,5-inch diskettestation van 1,44 MB en werd geleverd met een SCSI harde schijf van 40 of 80 MB. De originele LC bood nog plaats aan twee interne diskettestations, maar aangezien slechts 5% van alle verkochte LC's twee diskettestations hadden, werd de tweede interne connector verwijderd in de LC II.
Video: Het moederbord van de LC II heeft één VRAM-slot met een 256 kB VRAM SIMM in de standaardconfiguratie en met een 512 kB VRAM SIMM in de uitgebreidere configuratie.
Systeemsoftware: De LC werd geleverd met System 7.0.1 en kon tot System 7.6.1 draaien. Dankzij de geïntegreerde MMU in de 68030-processor kon de LC II in tegenstelling tot zijn voorganger wel gebruik maken van het virtueel geheugen in System 7.
Upgrades: Apple bood de mogelijkheid om het moederbord van de LC II te vervangen door het moederbord van de LC III.

## Modellen
Beschikbaar vanaf 23 maart 1992 (tot 15 maart 1993):
- Macintosh LC II:[1]
  - met 4 MB RAM en een 40 MB harde schijf
  - met 4 MB RAM en een 80 MB harde schijf
  - met 4 MB RAM, een 80 MB harde schijf en 512 kB VRAM

Beschikbaar vanaf 14 september 1992:
- Performa 400:[7] met 4 MB RAM, een 80 MB harde schijf en 512 kB VRAM

Beschikbaar vanaf 12 april 1993:
- Performa 405:[8] met 4 MB RAM, een 80 MB harde schijf en een 12-inch computerscherm
- Performa 430:[9] met 4 MB RAM, een 120 MB harde schijf en een 12-inch computerscherm

Beschikbaar vanaf 18 oktober 1993:
- Performa 410:[10] met 4 MB RAM, een 80 MB harde schijf, 512 kB VRAM en een 12-inch computerscherm

## Specificaties
- Processor: Motorola 68030, 16 MHz
- Systeembus snelheid: 16 MHz
- ROM-grootte: 512 kB
- Databus: 16 bit
- RAM-type: 100 ns 30-pin SIMM
- Standaard RAM-geheugen: 4 MB
  - Uitbreidbaar tot maximaal 10 MB[a]
  - RAM-sleuven: 2
- Standaard video-geheugen: 256 kB VRAM[b]
  - Uitbreidbaar tot maximaal 512 kB VRAM[c]
- Standaard diskettestation: 3,5-inch, 1,44 MB
- Standaard harde schijf: 40 of 80 MB (SCSI)
- Uitbreidingssleuven: PDS
- Type batterij: 3,6 volt Lithium
- Uitgangen:
  - 1 ADB-poort (mini-DIN-4) voor toetsenbord en muis
  - 1 video-poort (DB-15)
  - 1 SCSI-poort (DB-25)
  - 2 seriële poorten (mini-DIN-8)
  - 1 audio-uit (3,5 mm jackplug), mono
  - 1 microfoon (3,5 mm jackplug)
- Ondersteunde systeemversies: 7.0.1 t/m 7.6.1
- Afmetingen: 7,4 cm x 31 cm x 39 cm (h×b×d)
- Gewicht: 4 kg

Uit productie: 1984: Macintosh 128K, Macintosh 512K · 1985: Macintosh XL · 1986: Macintosh Plus · 1987: Macintosh II, Macintosh SE · 1988: Macintosh IIx · 1989: Macintosh SE/30, Macintosh IIcx, Macintosh IIci, Macintosh Portable · 1990: Macintosh IIfx, Macintosh Classic, Macintosh IIsi, Macintosh LC serie · 1991: Macintosh Quadra 700, Macintosh Quadra 900, Apple PowerBook · Macintosh Classic II · 1992: Macintosh IIvx, Macintosh Quadra 950, PowerBook Duo, Macintosh Performa serie · 1993: Macintosh Centris serie, Macintosh Color Classic, Macintosh TV · Apple Workgroup Server · 1994: Power Macintosh · 1997: Power Macintosh G3, PowerBook G3, Twentieth Anniversary Macintosh · 1998: iMac · 1999: iBook, Power Mac G4 · 2000: Power Mac G4 Cube · 2001: PowerBook G4 · 2002: eMac, iMac G4 · 2003: Xserve, Power Mac G5 · 2004: iMac G5 · 2005: Mac mini · 2006: MacBook · 2015: MacBook (Retina) · 2017: iMac Pro

Huidige modellen: MacBook Air, MacBook Pro, iMac, Mac mini, Mac Studio, Mac Pro